# Eladio Ruiz
Eladio Prisciliano Ruiz Cerna (Angasmarca, 15 de febrero de 1922 - Trujillo, 1 de mayo de 2013) fue un pintor peruano. 

## Biografía
Eladio Ruiz nació el 15 de febrero de 1922 en el distrito de Angasmarca, Provincia de Santiago de Chuco Perú. Desde pequeño tuvo vocación por las artes y a los 14 años aprovechó la primera oportunidad para viajar a Lima en donde lo primero que visitó fue la Escuela de Bellas Artes para saber cómo era .Hizo estudios en la Escuela Nacional Superior Autónoma de Bellas Artes del Perú, egresando en 1943. Junto a Camilo Blas, Enrique Camino Brent, Cota Carvallo, Pedro Azabache Bustamante, entre otros fue discípulo de José Sabogal y Julia Codesido. 
Al término de su etapa formativa se desempeñó como profesor de la especialidad de Dibujo y Pintura en la Escuela Regional de Bellas Artes "Macedonio de la Torre" de la ciudad de Trujillo.
Durante su carrera artística destacó en exposiciones a nivel nacional e internacional. Fundó, junto a otros pintores, la Escuela Estatal de Bellas Artes de Trujillo en 1958. El estilo de su pintura está eminentemente caracterizada por una energía cromática plasmada en paisajes y perspectivas y un vigor formal a prueba de pinceladas y texturas.
Falleció el 1 de mayo de 2013 en su domicilio de la Urbanización Primavera de Trujillo. Fue velado en la Escuela de Bellas Artes de Trujillo. El 4 de mayo de mayo de 2013, después de una misa en la Iglesia San Francisco fue sepultado en el cementerio Parque Eterno.